# Michael Onwenu
Michael „Mike“ Justice Nnamezie Onwenu (geboren am 10. Dezember 1997 in Detroit, Michigan) ist ein US-amerikanischer American-Football-Spieler. Er wird als Offensive Tackle und als Guard eingesetzt. Onwenu spielte College Football für die University of Michigan und steht seit 2020 bei den New England Patriots in der National Football League (NFL) unter Vertrag.

## College
Onwenu, dessen Eltern aus Nigeria in die Vereinigten Staaten einwanderten, wuchs in seiner Geburtsstadt Detroit, Michigan, auf. Dort besuchte er die Cass Technical High School. Ab 2016 ging Onwenu auf die University of Michigan, um College Football für die Michigan Wolverines zu spielen. Als Freshman kam er zu einzelnen Einsätzen in der Offensive und der Defensive Line sowie in den Special Teams, bevor er ab 2017 Stammspieler auf der Position des Right Guards wurde. Onwenu war drei Jahre lang Starter für die Wolverines und spielte dabei 34 Spiele als Right Guard sowie eine Partie als Left Guard.

## NFL
Onwenu wurde im NFL Draft 2020 in der sechsten Runde an 182. Stelle von den New England Patriots ausgewählt. Er kam als Rookie in allen 16 Spielen der Regular Season als Starter zum Einsatz. Nach zwei Spielen in einer Rolle als Rotationsspieler kam er am dritten Spieltag wegen eines verletzungsbedingten Ausfalls als Left Guard zum Einsatz, in der Woche darauf spielte er als Right Guard. Den überwiegenden Teil der Saison wurde Onwenu allerdings später als Right Tackle eingesetzt. In den letzten 14 Partien verpasste er keinen Snap. In der Saison 2021 war Onwenu zunächst als Left Guard vorgesehen, wechselte infolge des verletzungsbedingten Ausfalls von Trent Brown aber auf die Position des Right Tackles. Nach der Rückkehr von Brown verlor Onwenu seinen Platz in der Stammformation, da Ted Karras III als Left Guard hatte überzeugen können. Daher wurde Onwenu im weiteren Saisonverlauf vorwiegend als sechster Offensive Lineman und zusätzlicher Blocker eingesetzt. In der Saison 2022 stand Onwenu nach dem Abgang von Shaq Mason wieder in der Stammformation und bestritt alle 17 Spiele als Right Guard. Dabei zählte er zu den besten Spielern der Liga auf seiner Position und ließ lediglich einen Sack zu. In der Saison 2023 spielte Onwenu vorwiegend als Right Tackle, teils auch als Right Guard, in insgesamt 15 Spielen.
Im März 2024 einigte Onwenu sich mit den Patriots kurz nach Ablauf seines Vertrags auf einen neuen Dreijahresvertrag im Wert von 57 Millionen US-Dollar.